# ビビアン (アダルトビデオ)
ビビアンは日本のアダルトビデオメーカーである。

## 概要
アウトビジョングループ（現・WILL）のレズビアン専門メーカーとして2014年5月設立。
キャッチコピーは女性だけで全てが完結するレズビアンAV専門メーカー。
2016年、月島ななこと椎名そらの2人によるビビアン初のレズビアンユニット「BIBIANS」(ビビアンズ)を結成
AV OPEN2016に『ビビアンズのマジカルガチレズナンパ全国ツアー2016！！リアルレズカップル 月島ななこと椎名そらが挑む 日本5大都市4泊5日素人ノンケ女子とセックスしまくり灼熱のレズ・ロード！！』でドラマ・ドキュメンタリー部門にエントリーし、監督を務めた真咲南朋が2016年AV OPEN最優秀監督賞を受賞。
AV OPEN2017に『ビビアンズが衝撃の卒業発表！？ 業界内外から大集結！！ビビアンズ争奪ファン感謝祭！！～最強のビビアンズ好きレズビアンは誰だ！？～』でマニア部門にエントリーし、出演した椎名そらがファン投票で女優賞を獲得。この作品の発売をもって「BIBIANS」卒業（解散）。
AV OPEN2018に『100％女を堕とす美貌！！ イケメン過ぎるヴァイセクシャル女子がレズタチAV Debut！！ 』でマニア部門にエントリー。

## 主なシリーズ
- レズビアンに囚われた女潜入捜査官
- レズビアンいいなり温泉旅行
- レズに堕ちていく私
- 女教師レズビアン雌奴隷
- ○○レズ痴漢

## 主な出演女優
特記ある場合を除き出演者は企画単体（キカタン）女優。
出演本数は2025年8月時点。
太字女優はビビアン作品でレズ解禁した女優。
- 川上ゆう（5作品）
- 大槻ひびき（15作品）
- 波多野結衣（15作品）
- 友田彩也香（5作品）
- 浜崎真緒（16作品）
- 春原未来（8作品）
- 蓮実クレア（7作品）
- 麻里梨夏（8作品）
- 美咲かんな（7作品）
- 椎名そら（10作品）※MOODYZ、WANZ  W専属女優としての出演を含む
- 月島ななこ（7作品）
- あおいれな（10作品）
- 美谷朱音（5作品[注 2]） ※本中、ダスッ!W専属女優としての出演を含む。
- 枢木あおい（14作品）
- 八乃つばさ（8作品）
- 美園和花（9作品）
- 渚みつき（6作品）
- 弥生みづき（9作品）
- 木下ひまり（15作品）
- 沙月恵奈（13作品）
- 天然美月（7作品）
- 末広純（5作品）